# Rock Flowers
Rock Flowers è stata una linea di fashion doll da 7" con corpo in gomma, testa in vinile e scheletro in filo di ottone, prodotta dalla Mattel tra il 1971 e il 1974, concettualmente simili alle Dawn Doll prodotte dalla Topper.

## Storia
(Motto della linea di giocattoli Rock Flowers)
All'inizio degli anni settanta, la bambola leader delle vendite della Mattel, Barbie, stava subendo un periodo di crisi, a causa della scarsa identificazione delle bambine dell'epoca, che non vedevano come loro ideale quello di diventare delle mogli e madri perfette. Le Dawn Doll della Topper, bambole alla moda e di taglia più piccola, superarono così le vendite della Barbie e la Mattel decise di adeguarsi inventando una nuova linea di bamboline con corpo in gomma e testa in vinile, concettualmente simili alle Dawn Doll, basate sui gruppi "bubble-gum pop" in voga nel periodo e vestite in modo estremamente psichedelico e hippy.
Le Rock Flowers erano composte inizialmente da un gruppo di tre bambole, tra loro equivalenti, senza un personaggio "leader", come accadeva invece per la Barbie o per le Dawn Doll, o per le linee di action figure per maschi coeve quali Action Jackson o Big Jim. I primi tre personaggi erano Heather, la bionda; Lilac, la rossa; Rosemary, l'afroamericana. Ad esse vennero successivamente aggiunti la mora Iris e il maschio Doug.
Il corpo era completamente snodabile, costruito in gomma, con la testa in vinile e uno scheletro interno di filo di ottone. La prima edizione delle bambole veniva inoltre venduta in abbinamento con un microsolco di plastica rigida colorata da 6" (non in vinile) a 33 giri, contenente una canzone per lato: sul lato A un brano cantato dal personaggio con cui era venduto, sul lato B una canzone collettiva delle Rock Flowers, uguale per tutti e tre i personaggi base. Venne infine messa in commercio una serie di completi di ricambio solamente per le 4 femmine, non per Doug, contenuti in dei blister di forma circolare. I completi erano raccolti in due serie, Fashion 1 e Fashion 2, composte da tre gruppi a tema da tre completi l'uno. Due edizioni speciali prevedevano il gruppo base delle Rock Flowers in concerto, mentre il set Platter Party, prevedeva i personaggi di Doug e Iris con un disco extra.

### Le Rock Flowers reali
Per cantare le canzoni incise nei microsolchi allegati alle bambole, venne formato un vero e proprio gruppo musicale, capeggiato dall'abile produttore discografico Wes Farrell e composto da tre cantanti di talento: la bionda e alta Rindy Dunn, che incarnava il personaggio di Heather, Debra Clinger, che impersonava la rossa Lilac, e l'afroamericana Ardie Tillman, che impersonava Rosemary.
Il gruppo ebbe in seguito una breve carriera musicale incidendo per la Wheel Records, una sussidiaria della RCA, dischi slegati dal merchandising delle bambole. Il gruppo tuttavia ebbe breve durata, chiudendo la propria attività già prima che la linea di giocattoli fosse dismessa dalla produzione.

## Personaggi
| Personaggio | Anno uscita | Caratteristiche                                  | Disco allegato                                                 | Note |
| ----------- | ----------- | ------------------------------------------------ | -------------------------------------------------------------- | --- |
| Heather     | 1971        | Capelli biondi. Scatola gialla, disco arancione. | Heather Sing My Song Rock Flowers Sweet Times                  | Parte del trio originale.                                                                                       |
| Lilac       | 1971        | Capelli rossi. Scatola rosa, disco giallo.       | Lilac Good Company Rock Flowers Sweet Times                    | Parte del trio originale.                                                                                       |
| Rosemary    | 1971        | Afroamericana. Scatola gialla, disco viola.      | Rosemary Mixin' Matchin' Day Rock Flowers Sweet Times          | Parte del trio originale.                                                                                       |
| Iris        |             | Capelli neri. Scatola arancione, disco fucsia.   | Iris Your Music N' My Music Rock Flowers 3 To Get Ready        | Aggiunta successivamente.                                                                                       |
| Doug        |             | Scatola azzurra, disco verde.                    | Doug I Just Want To Make You Dance Rock Flowers 3 To Get Ready | Aggiunto successivamente. L'unico maschio della linea di giocattoli. Non fornito di alcun completo di ricambio. |

## Merchandising
- La Whitman, grazie a una licenza della Mattel, produsse una edizione di bambole di carta (paper doll), da ritagliare e vestire con un set di abiti anch'essi di carta.[1]